# Nombre pratique

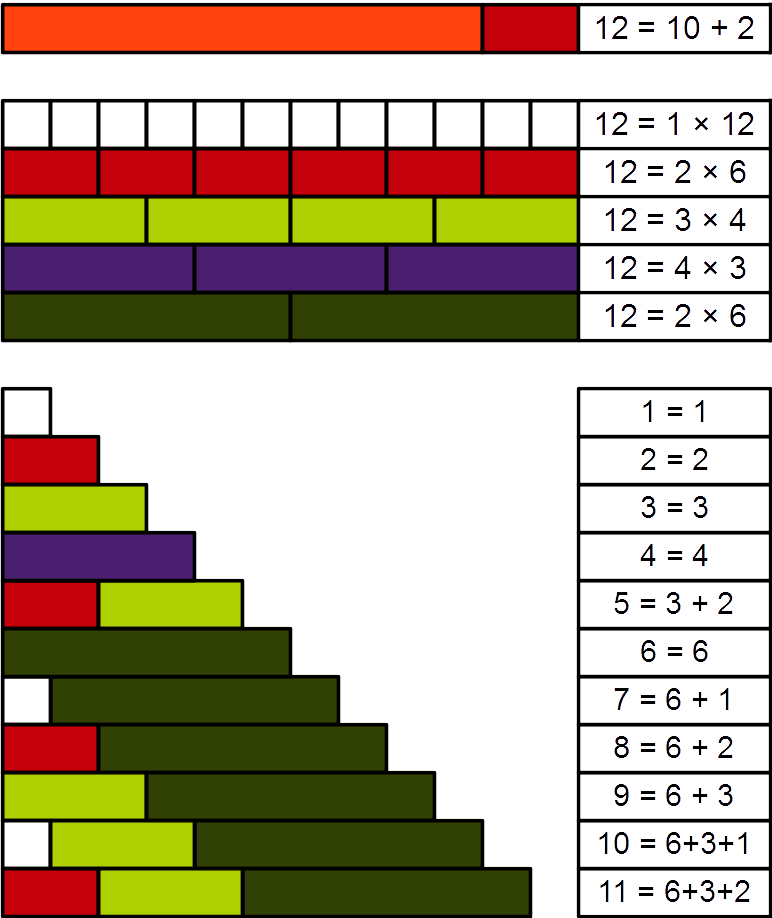
Démonstration de la praticité du nombre 12.

En arithmétique, un entier strictement positif {\displaystyle n} est dit pratique ou panarithmique si tout entier compris entre 1 et {\displaystyle n} est somme de certains diviseurs (distincts) de {\displaystyle n}.
Par exemple, 8 est pratique. En effet, il a pour diviseurs 1, 2, 4 et 8, or 3 = 2 + 1, 5 = 4 + 1, 6 = 4 + 2 et 7 = 4 + 2 + 1.
Les douze premiers nombres pratiques sont 1, 2, 4, 6, 8, 12, 16, 18, 20, 24, 28 et 30 (suite A005153 de l'OEIS).
Les nombres pratiques ont été utilisés par Fibonacci pour représenter des nombres rationnels par des fractions égyptiennes. Fibonacci ne définit pas formellement les nombres pratiques mais donne une table de développements en fractions égyptiennes pour des fractions dont le dénominateur est pratique.
Les nombres pratiques ont été baptisés ainsi en 1948 par Srinivasan ; il commença à les classifier, ce qui fut achevé par Stewart et Sierpiński. Cette caractérisation permet de déterminer si un nombre est pratique à partir de sa décomposition en facteurs premiers et de montrer que d'autres ensembles remarquables d'entiers ne contiennent que des nombres pratiques.
Les nombres pratiques sont analogues aux nombres premiers par beaucoup de leurs propriétés.

## Caractérisation
Stewart et Sierpiński ont démontré qu'un entier {\displaystyle n>1} est pratique si et seulement si sa décomposition en facteurs premiers s'écrit
{\displaystyle n=p_{0}^{\alpha _{0}}p_{1}^{\alpha _{1}}...p_{k}^{\alpha _{k}}}
avec {\displaystyle k\geqslant 0}, {\displaystyle p_{0}<p_{1}<\cdots <p_{k}}premiers, {\displaystyle \alpha _{0},\dots ,\alpha _{k}>0} et
{\displaystyle \forall i\in \{0,\ldots ,k\}\quad p_{i}\leqslant 1+\sigma (p_{0}^{\alpha _{0}}\dots p_{i-1}^{\alpha _{i-1}}),}
où {\displaystyle \sigma (x)} désigne la somme des diviseurs de {\displaystyle x} (l'inégalité pour {\displaystyle i=0} équivaut à {\displaystyle p_{0}=2} donc à part 1, tout nombre pratique est pair).
Par exemple, 3 ≤ 4 = 1 + σ(2), 29 ≤ 40 = 1 + σ(2 × 32) et 823 ≤ 1 171 = 1 + σ(2 × 32 × 29), donc 2 × 32 × 29 × 823 = 429 606 est pratique.
Cette condition est évidemment nécessaire pour que {\displaystyle n} soit pratique, puisque chaque {\displaystyle p_{i}-1}  doit être une somme de diviseurs de {\displaystyle n}. On démontre qu'elle est aussi suffisante et même, que si elle est vérifiée alors, tout entier naturel {\displaystyle m\leqslant \sigma (n)} s'écrit comme une somme de diviseurs de {\displaystyle n}.

## Sous-ensembles remarquables
Certains ensembles remarquables d'entiers vérifient le critère ci-dessus donc ne contiennent que des nombres pratiques :
- les nombres parfaits pairs puisqu'un tel nombre est de la forme 2n–1p avec p premier égal à 2n – 1 = σ(2n–1),
- par récurrence, les nombres de la forme n = p0α0p1α1…pkαk où (pi)i ≥ 0 est la suite croissante de tous les nombres premiers et où les exposants α0, … , αk sont non nuls, puisqu'alors, 1 + n est divisible par pi pour un certain i > k donc pk+1 ≤ pi ≤ 1 + n ≤ 1 + σ(n) ; en particulier les produits de primorielles, dont font partie
  - les puissances de 2,
  - les factorielles,
  - les nombres hautement composés.

Toutes ces inclusions sont strictes : par exemple, le nombre pratique 20 n'appartient à aucun de ces sous-ensembles.
Plus généralement, tout produit de nombres pratiques est aussi un nombre pratique.

## Fractions égyptiennes
Tout rationnel {\displaystyle m/n} où {\displaystyle n} est un nombre pratique et {\displaystyle 1\leqslant m\leqslant \sigma (n)} peut être représenté comme une somme {\displaystyle \sum {\tfrac {d_{i}}{n}}}où les {\displaystyle d_{i}} sont des diviseurs de {\displaystyle n} distincts. Chaque terme {\displaystyle {\tfrac {d_{i}}{n}}} se réduit en une fraction unitaire {\displaystyle {\tfrac {1}{n/d_{i}}}}, si bien qu'une telle somme fournit une représentation de {\displaystyle m/n} par un développement en fractions égyptiennes distinctes. Par exemple, 20 étant un nombre pratique :
{\displaystyle {\frac {13}{20}}={\frac {10}{20}}+{\frac {2}{20}}+{\frac {1}{20}}={\frac {1}{2}}+{\frac {1}{10}}+{\frac {1}{20}}.}
Fibonacci, dans son livre Liber abaci (1202), passe en revue plusieurs méthodes pour représenter un rationnel sous forme de somme de fractions égyptiennes. La première est de tester si le nombre est déjà lui-même une fraction unitaire ; la deuxième est de chercher une représentation du numérateur comme somme de diviseurs du dénominateur, comme décrit ci-dessus. Cette méthode ne réussit à coup sûr que pour les dénominateurs qui sont des nombres pratiques. Fibonacci fournit des tables de ces représentations pour des fractions dont les dénominateurs sont les nombres pratiques 6, 8, 12, 20, 24, 60 et 100.
Vose a démontré que tout rationnel x/y possède un développement en fractions égyptiennes dont le nombre de termes est en O(√log y). La preuve nécessite d'avoir d'abord construit une suite (ni) de nombres pratiques telle que tout entier inférieur à ni soit somme de O(√log ni–1) diviseurs de ni distincts. On choisit ensuite i tel que ni–1 < y ≤ ni, et l'on divise xni par y, ce qui donne un quotient q et un reste r. On a donc x/y = q/ni + r/(yni). En développant les deux numérateurs q et r en sommes de diviseurs de ni, on obtient la représentation en fraction égyptienne souhaitée. Tenenbaum et Yokota utilisent une technique similaire, à l'aide d'une autre suite de nombres pratiques, pour montrer que tout rationnel x/y possède un développement en fractions égyptiennes dont le plus grand dénominateur est en O(y log2 y/log log y).

## Analogies avec les nombres premiers
Une autre raison de l'intérêt pour les nombres pratiques est que beaucoup de leurs propriétés sont similaires à des propriétés des nombres premiers. Par exemple, si p(x) est le nombre de nombres pratiques inférieurs à x, il existe deux constantes c1 et c2 telles que
{\displaystyle c_{1}{\frac {x}{\ln x}}<p(x)<c_{2}{\frac {x}{\ln x}},}
ce qui ressemble au théorème des nombres premiers, et démontre un résultat annoncé par Erdős : la densité asymptotique des nombres pratiques est nulle.
Ce résultat résout en partie une conjecture de Margenstern selon laquelle {\displaystyle p(x)} serait équivalent à {\displaystyle cx/\ln x} pour une certaine constante {\displaystyle c=1,33607\dots }. Voir la suite A327824 de l'OEIS.
Il existe aussi des théorèmes sur les nombres pratiques, analogues à la conjecture de Goldbach, à celles des nombres premiers jumeaux et de Legendre et à la question sur les nombres de Fibonacci premiers :
- tout entier pair strictement positif est somme de deux nombres pratiques[11],[4] ;
- il existe une infinité de triplets de nombres pratiques de la forme (x – 2, x, x + 2)[11] ;
- pour tout réel positif x, l'intervalle [x2, (x + 1)2] contient au moins un nombre pratique[12] ;
- il existe une infinité de nombres de Fibonacci pratiques (suite A124105 de l'OEIS)[13].